# Pumiliotoxine

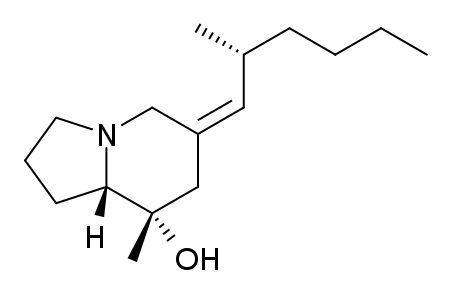
Structuurformule van pumiliotoxin 251D.

Pumiliotoxines vormen een groep van ca. 80 structureel verwante zeer giftige neurotoxines die onder andere worden aangetroffen in de huid van pijlgifkikkers (Dendrobatidae). Andere stoffen die zich in de huid van pijlgifkikkers bevinden zijn decahydroquinolines, izidines, coccinellines en spiropyrrolizidines. Pumiliotoxines zijn niet altijd dodelijk, maar kunnen zowel fysische als psychische letsels veroorzaken.
Pumiliotoxines zijn bijzonder giftig in hoge concentraties. Toch zijn ze nog 100 tot 1000 keer minder sterk dan batrachotoxines, de zowat giftigste bekende stof. Er bestaan 3 verschillende types van pumiliotoxines: A, B en C. Toxines A en B zijn veel minder toxisch dan toxine C. Pumiliotoxines zijn zo toxisch omdat ze interfereren met de spiercontractie en de calciumkanalen in het lichaam. Hierdoor wordt onder andere de hartspier getroffen, waardoor een hartstilstand kan optreden. Symptomen van een pumiliotoxine-intoxicatie zijn gedeeltelijke of volledige verlamming, bewegingsstoorinissen en hyperactiviteit. In sommige gevallen kan intoxicatie leiden tot de dood.